# Holodactylus
Holodactylus é um género de répteis escamados da família Gekkonidae.
Este género contém apenas duas espécies. É um género endémico de África (Etiópia, Quénia, Somália, Tanzânia).
As espécies são nocturnas e terrestres, com um aspecto robusto

## Espécies
- Holodactylus cornii
- Holodactylus africanus